# مانتی گارلند-ولز
مانتی گارلند-ولز (انگلیسی: Monty Garland-Wells; ۱۴ نوامبر ۱۹۰۷ – ۶ ژوئن ۱۹۹۳) وکیل، بازیکن کریکت و بازیکن فوتبال اهل بریتانیا بود.
از باشگاه‌هایی که در آن بازی کرده‌است می‌توان به باشگاه فوتبال لیتون اورینت اشاره کرد.